# الرسوم السمعية البصرية

الرسوم السمعية البصرية في أوروبا

الرسوم السمعية البصرية هي ضريبة تفرض على المستمعين ومشاهدي التلفزيون، الغرض منها هو التمويل الجزئي أو الرئيسي للهوائيات العامة للإذاعة والتلفزيون في بعض البلدان.
- بالنسبة للدنمارك وفرنسا وأيرلندا وإيطاليا والنرويج والسويد وسويسرا، تُفرض ضرائب على الأسر.
- بالنسبة لألمانيا والنمسا وبلجيكا (في المنطقة الفلمنكية ومنطقة بروكسل، تكون الرسوم مدعومة بضريبة أخرى، في منطقة والون تُفرض وحدها) ، وفنلندا والمملكة المتحدة، وأماكن الإقامة (بما في ذلك المساكن الثانوية) يتم الاحتفاظ بها لإخضاع هذه الضريبة ؛
- منذ عام 2000 تم إلغاء الضريبة في هولندا، منذ عام 2001 في منطقة الفلمنكي وبروكسل العاصمة في بلجيكا ومنذ عام 2018 في منطقة والون في بلجيكا.